# Cephalanticoma chitwoodi
Cephalanticoma chitwoodi is een rondwormensoort uit de familie van de Anticomidae. De wetenschappelijke naam van de soort is voor het eerst geldig gepubliceerd in 1964 door Inglis.